# Očistec

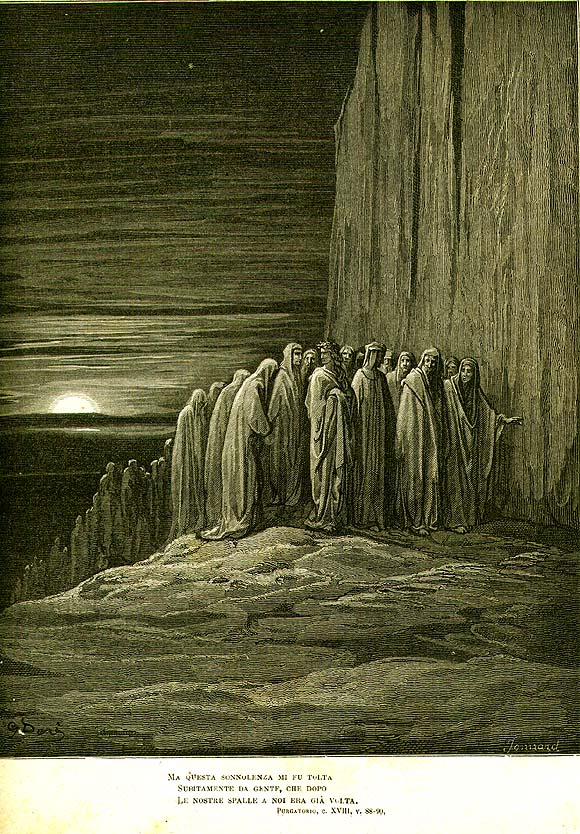
Ilustrace v Dantově Božské komedii

Očistec (latinsky purgatorium, z purgo – čistit, očistit) je stavem, během něhož se podle učení některých křesťanských církví očišťují duše zemřelých od méně závažných hříchů a nedokonalostí před svým vstupem do nebeského stavu. Ačkoliv takové duše v očistci prožívají jistá utrpení, přesto je naplňuje jistota, že po tomto očistném procesu vstoupí do nebeské blaženosti před Boží tvář. Víru v očistec sdílí katolická církev a ve všeobecnosti i anglikánská církev, podobný koncept je i v mormonismu i judaismu. Protestantské církve naopak pojem očistce většinou odmítají, protože v protokanonických textech Bible není očistec výslovně zmíněn. Pravoslavné církve nemají učení o očistci definované, otázka je v těchto církvích otevřená, existuje zde nezávazné Učení o vzdušných celnicích.

## Teologie
Katolická církev věří, že duším v očistci je možné prospět přímluvnou modlitbou (hlavní modlitba jsou odpustky). Tato víra vychází z víry v nesmrtelnost duše a z biblického příkazu ke vzájemné modlitbě. Křesťané, kteří ještě nezemřeli („církev bojující, ecclesia militans“) se tedy mají modlit i za ty, kteří už skončili svou pozemskou pouť, a u nichž je důvod se domnívat, že jejich duše jsou v očistci („církev trpící nebo doufající, ecclesia penitens nebo ecclesia expectans“), a tak jim vyprošovat Boží požehnání (dobro) a útěchu, a tím se snažit uspíšit jejich přechod v „církev vítěznou (ecclesia triumphans)“, tedy mezi ty, kteří jsou v nebi. Očistec se také odvozuje z věrouky, že spravedliví umírají se všedními hříchy, kterých nelitovali, nebo dokonalí svatí, kterým byly odpuštěny všechny hříchy, neodpykali úplně všechny časné tresty. Nemohou vejít do nebe, kam nic nečistého nevejde, ale nemohou být zavrženi v pekle. Proto musí existovat stav, kde duše spravedlivých zadostiučiní úplně.
Pro duše v očistci je možno získat jistými náboženskými úkony odpustky. Podle dřívějšího učení neplnomocnými odpustky se odpouští část časných trestů vyměřených dny a roky. To znamená, že katolická církev přiděluje stejné zásluhy z pokladu Kristových zásluh za stejné pokání, jaké v prvotní církvi získal křesťan veřejným pokáním po stejnou dobu (např. pokáním 300 dnů apod.). Kvůli nedorozuměním a omylům v chápání vyměřených dní nebo roků se katolická církev v nové praxi vyhýbá oceňování odpustkových činností.

## Historie

### Před očistcem
Křesťanská představa očistce dostala podobu dogmatu až na tridentském koncilu. Katolická představa očistce vycházela jednak z deuterokanonické knihy Makabejské a Matouše, kde se připouští možné odpuštění hříchů, a z Pavlova Prvního listu Korintským. Představy o jakémsi očistném místě v zásvětí jsou však starší. Jako předobraz očistce lze vyložit především představu z apokryfní knihy Henochovy, v jejíž představě jeskyní s lidmi, čekajícími na soud se nachází jakýsi předobraz očistce, dále i novozákonní apokryfickou Pavlovu apokalypsu, ve které se předobraz očistce nachází v podobě horního pekla, v němž může na rozdíl od dolního vymoci archanděl Michael dočasný odpočinek. V dějinách očistce hrál též velkou roli Kristův sestup do pekel, kterým se vyprázdnil limbus patriarchů, tedy těch, kteří zemřeli před jeho příchodem. Významný pokrok ve vývoji představ o očistci představuje Tertuliánův spis De Anima, který předpokládá existenci „refrigeria“. Od budoucího očistce se liší délkou, pobyt v refrigeriu trvá až do vzkříšení, v očistci jen do vykonání pokání.

### Zakladatelé učení o očistci
Dějiny očistce začínají paradoxně dvěma velkými postavami řeckých teologů: Klimentem Alexandrijským a Origénem, ač právě očistec bude jedním z rozporů mezi latinským a východním křesťanstvím. Kliment rozlišuje mezi polepšitelnými hříšníky, které po smrti čeká posvěcující oheň, skrze nějž duše projde a nepolepšitelnými, které čeká oheň pohlcující. Origénes pak vidí, že nikdo z lidí není absolutně čistý a proto musí ohněm projít všichni, pro spravedlivé je tato cesta jako křest. Také Tertullianus zná určitou podobu očistce  a posmrtných očištujících trestů, od nichž měli být osvobozeni pouze mučedníci. U Tertulliana je poprvé doložena představa, že přímluvné modlitby živých mohou trpícím duším pomoci.[zdroj?]
Skutečnými otci očistce jsou však otcové latinské církve. První z nich je svatý Augustin. Ten sice v knihách XIII, XVI a XXI díla O obci boží mluví o „poeane purgatoriae“ – očistných trestech a uznává sílu přímluvných modliteb, ale spíše než očistec definuje peklo, očistec lze v jeho textech spíše tušit, než popsat. Augustin lidi dělí do čtyř skupin. Bezbožné – kteří jdou rovnou do pekla, mučedníky, spravedlivé a světce – kteří jdou rychle do ráje, mezi nimi jsou „ne zcela špatní“, kteří přijdou do pekla, ale tíhu jejich trestů lze přímluvami u Boha ulehčit a „ne zcela dobří“, kteří mohou dosáhnout spásy skrze očistný oheň, který je sice velmi bolestný, ale ne věčný. Pro spásu skrze oheň je však třeba, aby pozemský život byl provázen nejen vírou, ale i skutky, oheň klade mezi smrt těla a jeho vzkříšení a ve svých spisech se též zabývá otázkou revenantů – zjevujících se zemřelých, z jeho spisů později vyjde církevní učení, že revenanti jsou duše, které nakrátko unikly z očistce, aby se zjevovaly živým, kteří jim nepomáhají dostatečně horlivě.
Velkým zakladatelem očistce je papež Řehoř Veliký. V čase morových ran rozvinul Řehoř Augustinovu nauku o očistném ohni, definoval malé, střední a velké hříchy, pokání ale situoval jednak na tento svět, hovoří ale i o očistci na onom světě. Stále však více hovoří o peklu a pekelných trestech, kterými hrozí jako zbraní mocným. Dalším generacím pomůže očistec tuto hrozbu odstupňovat. O onom světě a očistném ohni se v duchu Řehoře a Augustina vyjádřili Tajon ze Zaragozy, Beda Ctihodný, v době karolínské pak Haymon z Halberstadtu. Drythelmova vize popisuje místo očisty jako místo, kde se střídá mráz a žár, vidí v něm místo pro nápravu ne zcela špatných duší a místo radostného čekání pro ne zcela dobré. Vidění Wettiho hovoří o očistě hříchů, odehrávající se však v pekle, do očistcové tematiky zavádí poprvé politiku, když vidí Karla Velikého, jak je mu trháno pohlaví za nedovolené lásky. V podobně zastrašovacím duchu postupuje i karolínská liturgie, ve které je jen slabší naděje na ráj a narůstající strach z pekla. Součástí liturgie se nadále stávají přímluvy za mrtvé, v čemž velký krok dělá klášterní komunita v Cluny svými Nekrologii.

### 12. století
Dvanácté století znamenalo změnu společenského uspořádání. Svět počátku dvanáctého století věřil v rozdělení mrtvých při posledním soudu na vyvolené a zatracené. Lidé věřili, že zemřelí se podle Augustinova učení dělí do čtyř skupin. Nejistota panovala ohledně místa, kde se odehrává očista, existovala dvě pojetí, jednak jako části pekla v podzemí, a jednak jako hory.
Vývoj očistce, stejně jako jiných teologických otázek, lze sledovat u teologů. Hugo od Svatého Viktora, pařížský kanovník, viděl očistný oheň jako cestu ke spasení pro vyvolené, peklo situuje dolů (protože hříchy tíží), o umístění očistce sice nic neříká, ale připouští existenci očisty některých hříchů již na zemi. Pařížský mistr Petr Lombardský sbližuje Augustinovy kategorie prostředně dobrých (mediocriter boni) a prostředně špatných (mediocriter mali) a používá poprvé substantivum purgatorium.
Z dvanáctého století se dochovalo několik popisů očistce, z nichž zajímavé je vidění Albericha ze Settefrati, které prožil v komatu. Mizí v něm starší pojetí očistce jako místa střídání mrazu a žáru, jen mlhavá už je myšlenka občerstvení duše (refrigerium), zato se objevuje vize mostu přes hořící řeku, který se ztenčuje, či sílí podle hříšnosti dané duše. Zdaleka nejznámější a nejzajímavější je však středověký bestseler – Očistec sv. Patrika. Očistec samotný je v tomto vyprávění jáma, ve které lze strávit 24 hodin jako zkoušku, kterou jedni přežijí a druzí ne. Líčení tohoto středověkého spisu sugestivně ukazuje cestu infernálním místem, kde se opět objevuje myšlenka mostu, končícího v ráji. Autor spisu musí po spatření rajských radostí projít celou cestu zpět, do života, nicméně jeho líčení se stalo tak slavným, že poutě k tomuto irskému vstupu do očistce se konají od 12. století až dodnes (Očistec leží na ostrově Station Island v Lough Derg v irském hrabství Donegal. V dnešní době se návštěva očistce koná 24hodinovou vigílií). Pro Juliana z Vézelay je vstup do očistce situován na Sicílii, ale v závislosti na antické tradici se později Sicílie stává spíše peklem než očistcem.
Očistec dvanáctého století byl střední cestou mezi infernem a rájem, ustálil se jako forma zásvětní spravedlnosti, napravující světskou nerovnost a nespravedlnost. V očistci jsou duše vyvolené, jež budou nakonec spaseny, spadají sice pod moc andělům, ale podléhají složité soudní proceduře. Délka trestu závisí na Bohu, ale i na přímluvách živých. Duše se v očistci věnuje pokání, proto v duchovním životě nabývá na důležitosti zpověď, jejíž povinnost minimálně jednou do roka zavedl roku 1215 čtvrtý Lateránský koncil. Pro zpovědníky jsou sepisovány knihy hříchů a odpovídajících trestů za ně, v nichž se o očistci uvažuje jako trestu za lehčí hříchy.

### 13. století – ustavení očistce
Očistec dostává oficiální podobu na Lyonském koncilu roku 1274. Toto koncilní přijetí je ale vrcholem úsilí mnoha teologů. Alexandr z Hales na základě Aristotelových rozlišení ohně definoval oheň očistný jako ten, který očisťuje lehké hříchy, nedostatečně odpykané na zemi. Je trestem velkým, ale ne nespravedlivým, jen málo lidí se mu vyhne. Církev a svatí mohou pomoci duším v očistci svými přímluvami, na tomto základě vznikne systém odpustků. Jako spíše předrajský, než pekelný popisuje očistec sv. Bonaventura. Albert Veliký situuje očistec poblíž pekla a za očistu stanovuje pouze oheň, protože na rozdíl od chladu má očistnou moc. Tomáš Akvinský dělí onen svět na čtyři místa: ráj, očistec, peklo a limbus dětí. Z hlediska věčnosti však existují pouze nebo, peklo a limbus, protože pro nepokřtěné děti nejsou platné přímluvy.
Byli ale i tací, kteří očistec odmítali. Na předních místech lze jmenovat heretiky ale i Řeky, pro něž byla papežská prohlášení o očistci problémovým bodem. Očistec jako místo pokání mezi smrtí a vzkříšením se už ale stal předmětem masové potřeby, který do každodennosti vstoupil milostivým létem 1300. Očistec není pokračováním pozemského pokání, vstupuje se do něj až po smrti, jeho trvání nutně také nepokrývá celé období od smrti do vzkříšení, duše se velmi pravděpodobně dočká vysvobození dříve. O nutnosti přímluv za duše v očistci hovoří revenanti. Vítězný očistec, předmět masového zájmu se v mysli lidí zabydluje díky kazatelským snahám a příběhům – exemplům, v jejichž líčení vynikali Jakub z Vitry, či cisterciák Caesarius z Heisterbachu, který v jednom z textů dokonce dopomohl k cestě do ráje lichváři. V příbězích sv. Patrika a Památce duší (2. listopadu) očistec probírá i Jakub de Voragine ve Zlaté legendě.

### Očistec v podání Danta
Naprosté básnické vítězství zajistil očistci Dante Alighieri v roce 1319 svojí Božskou komedií. Dantův očistec je horou, jejíž dolní část tvoří předsíň pro ty, kteří ještě nejsou hodni vstoupit do vlastního očistce. Horu tvoří sedm stupňů, v nichž se duše očisťuje od sedmi hlavních hříchů, do očistce Dante umisťuje některé patriarchy a pohany, zatímco jiné lokalizuje v zámku v prvním kruhu pekla. Očista probíhá trestem, meditací nad vinou a modlitbou. Dantův očistec připomíná tu peklo, tu ráj, vede do něj úzká branka, na rozdíl od široké brány pekelné, vládne zde naděje a je to království času, který tolik neznamená v pekle a úplně je zrušen v ráji. Duše jsou z očistce vysvobozovány za chvění celé hory.

### 15. – 18. století
V dalších stoletích došel očistec oficiálního potvrzení na koncilu ve Florencii (1439) ještě v polemice s Řeky, na koncilu Tridentském (1562) v polemice s protestanty, nicméně koncily jsou k němu velmi zdrženlivé. Hlavní místo v křesťanském systému světa očistec nikdy nezaujal, vždy spíše ukazoval na ráj, než na peklo, spíše na před-věčnost než po-bytí.
Úcta k duším v očistci se v některých obdobích a regionech měnila v kult. Například v Neapoli, postihované epidemiemi moru a opakovanými erupcemi sopky, byly nezaopatřené a bezejmenné oběti ukládány do hypogea a krypty kostela Panny Marie duší v očistci (Santa Maria delle Anime del Purgatorio ad Arco). Rozvinula se tam tradice adoptování těchto duší, jejichž ostatky patroni ozdobili a pravidelně se za ně modlili. Roku 1976 kult oficiálně zakázal neapolský arcibiskup a prostory byly zpřístupněny jako muzeum, lidový kult však trvá i nadále.

## Použití slova „očistec“ v češtině
Poprvé se objevuje v letech 1350–1380 v překladech děl z latiny. Jan Hus očistec vykládal jako „třetí peklo“, víru v očistec zcela odmítali táborité a zaměňovali jej slovní hříčkou za ošistec (klam), nebo mu říkali purgáč (projímadlo).